# Аскаровська сільська рада (Бурзянський район)
Аска́ровська сільська рада (башк. Аҫҡар ауыл советы, рос. Аскаровский сельский совет) — муніципальне утворення у складі Бурзянського району Башкортостану, Росія. Адміністративний центр — присілок Аскарово.

## Населення
Населення — 124 осіб (2019, 1270 в 2010, 1319 в 2002).

## Склад
До складу поселення входять такі населені пункти:
| Населений пункт      | Населення, осіб (2002) | Населення, осіб (2010) |
| -------------------- | ---------------------- | ---------------------- |
| Аскарово, присілок   | 523                    | 487                    |
| Бретяк, присілок     | 422                    | 424                    |
| Ісламбаєво, присілок | 374                    | 359                    |